# Salceson

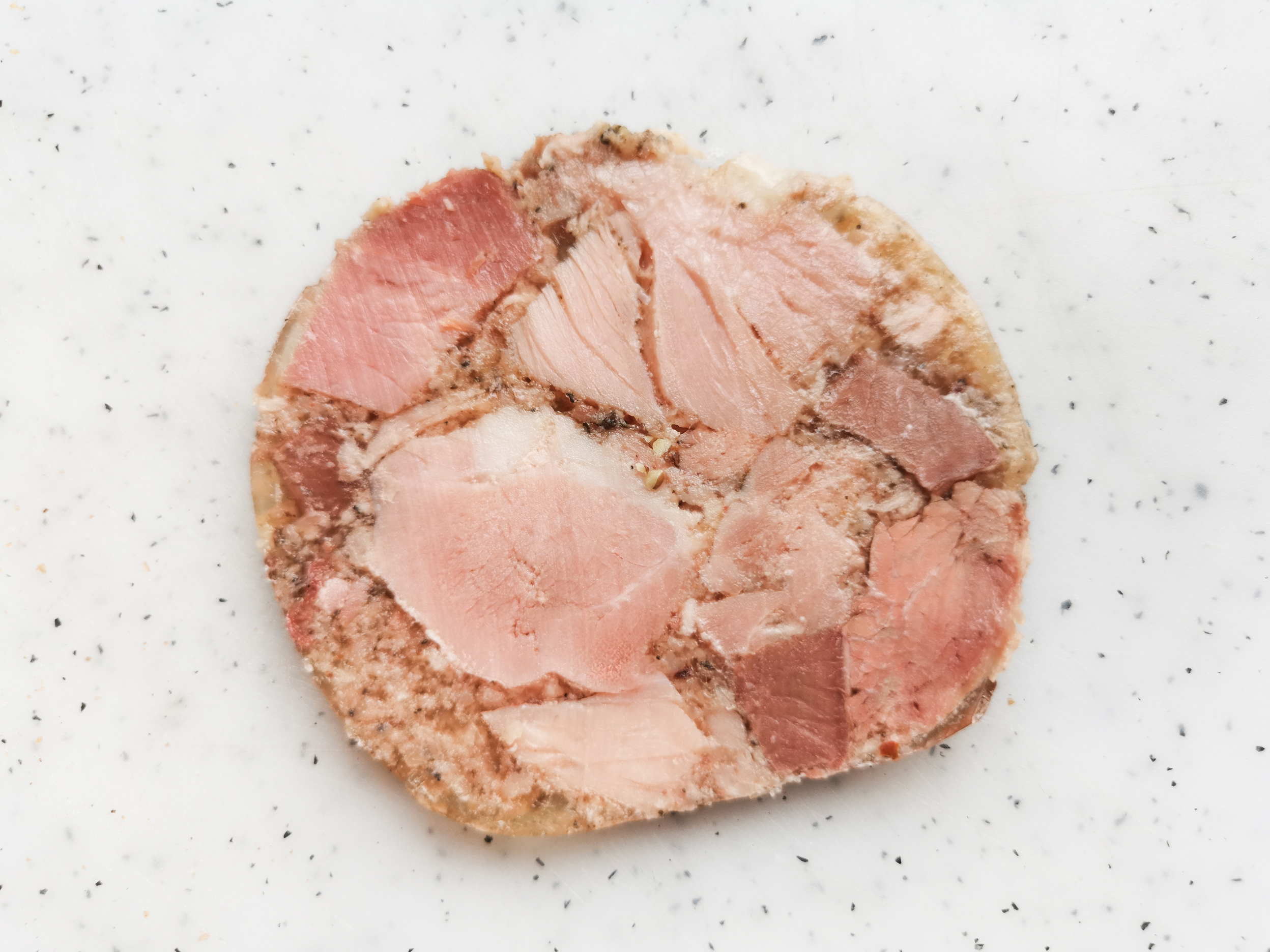
Salceson włoski

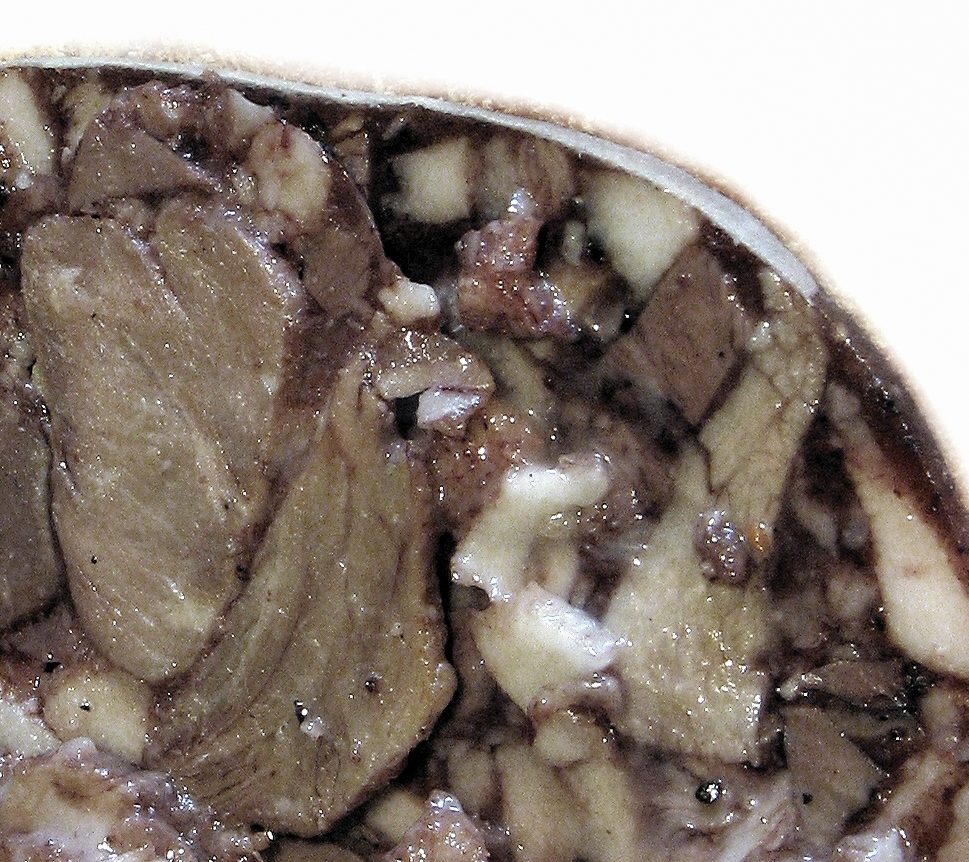
Salceson czarny

Salceson – (wł.) rodzaj wyrobów podrobowych robionych z głowizny wieprzowej, wołowej lub cielęcej z dodatkiem tłuszczu, podrobów, krwi, okrawków mięsa, skórek i przypraw.
Mięso na salceson poddaje się peklowaniu, obgotowuje i odpowiednio przyprawia. Tak przygotowaną masą wypełnia się żołądki wieprzowe lub pęcherze wołowe, gotuje i prasuje.
Występuje pod różnymi nazwami handlowymi, w zależności od składu, np.:
- Włoski (głowizna i skórki wieprzowe, rosół, przyprawy – czosnek, pieprz i kminek)
- Czarny (tłuszcz pokrojony w kostkę, głowy, serca, mózgi, nerki, skóry i krew wieprzowa, kasza manna, bułka tarta, rosół, przyprawy)
- Brunszwicki (podroby, skórki wieprzowe, krew, rosół, przyprawy)
- Saksoński (głowizna i skórki wieprzowe, rosół, krew, podroby, czosnek, kminek, przyprawy)
- Ozorkowy (peklowane ozorki wieprzowe, skórki wieprzowe, krew, rosół, przyprawy)
- Wiejski (głowy, nogi, mózgi i krew wieprzowa, pieprz, ziele angielskie)
- Podrobowy (płuca, śledziona, flaki, krezki, mózgi i żołądki wieprzowe, pieprz, ziele angielskie, cebula, majeranek)